# Ashbury
Ashbury est une ville-banlieue australienne située dans l'agglomération de Sydney, dans l'État de Nouvelle-Galles du Sud. Elle est rattachée aux zones d'administration locale de Canterbury-Bankstown et d'Inner West.

## Géographie
Ashbury se trouve à environ 10 kilomètres au sud-ouest du centre d'affaires de Sydney. Elle possède une vocation essentiellement résidentielle.

## Histoire
Avant la colonisation britannique, la zone où se trouve Ashbury est habitée par des aborigènes de la tribu Darug. Au cours du XIXe siècle, l'administration coloniale accorde des concessions de terre à des propriétaires. L'urbanisation commence en 1919 et la nouvelle ville prend en 1926 le nom d'Ashbury, issu de la contraction des deux villes voisines d'Ashfield et Canterbury.

## Démographie
En 2016, la population s'élevait à 3 329 habitants.

## Galerie

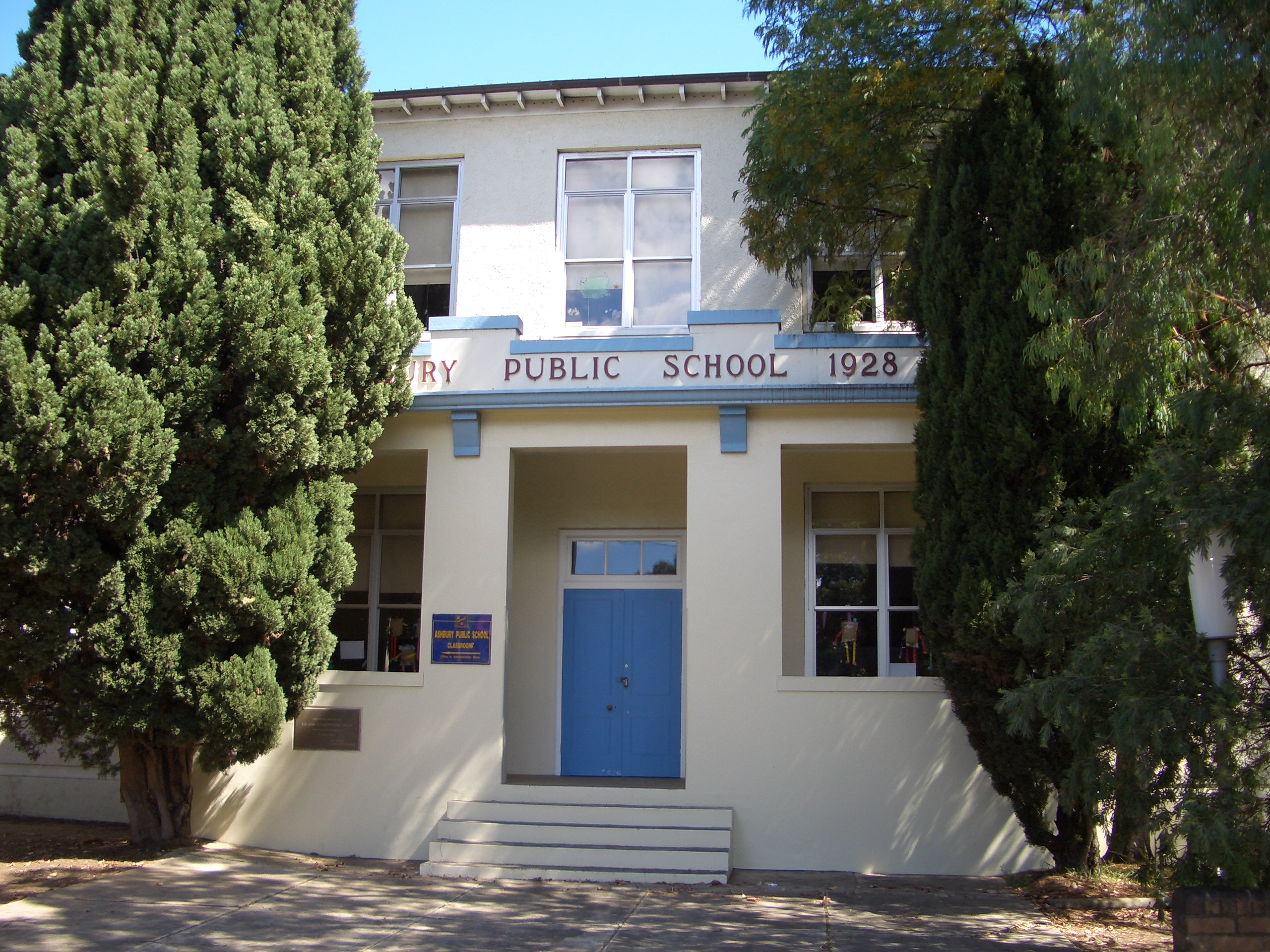
École publique d'Ashbury
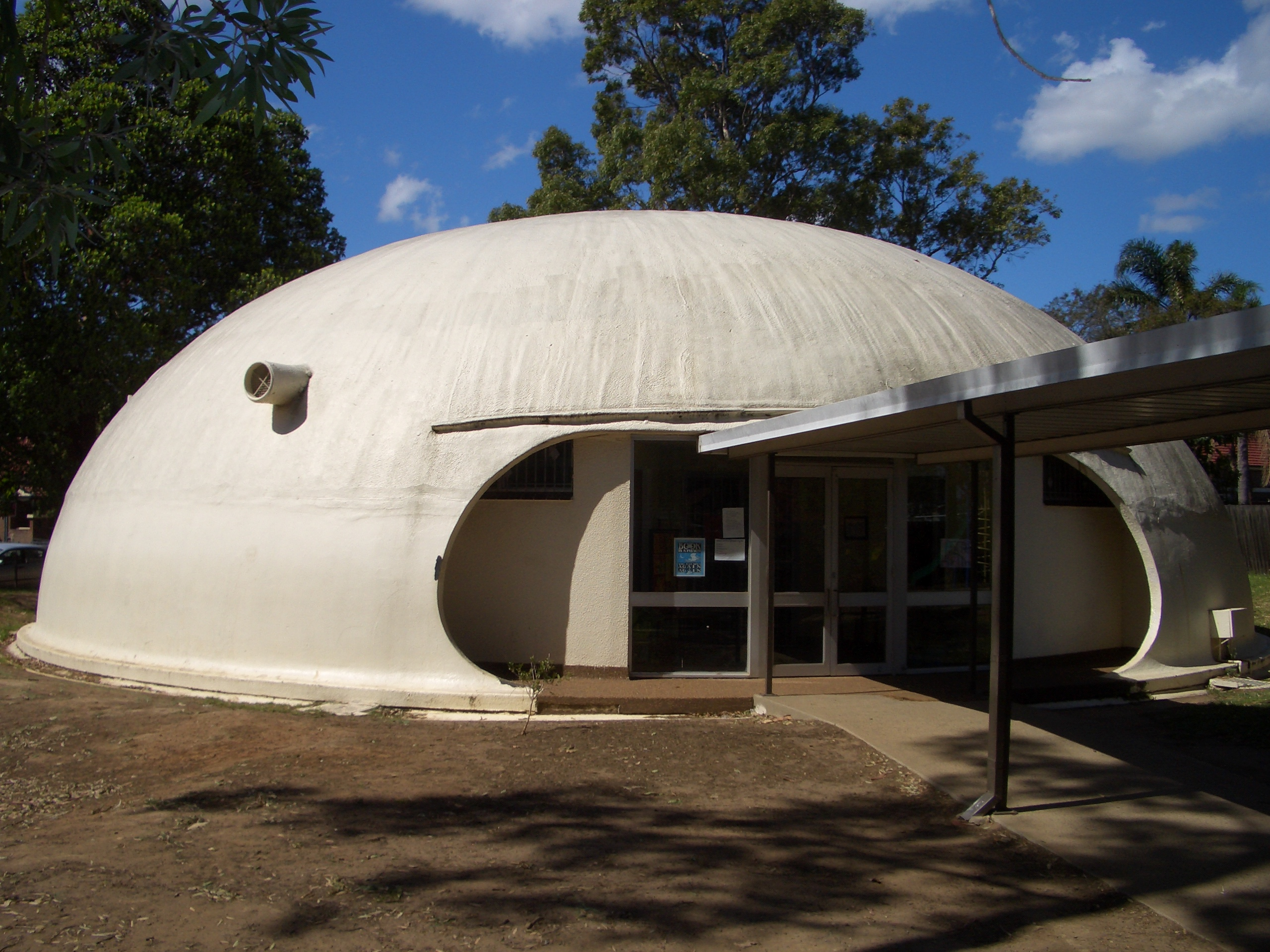
Bibliothèque de l'école
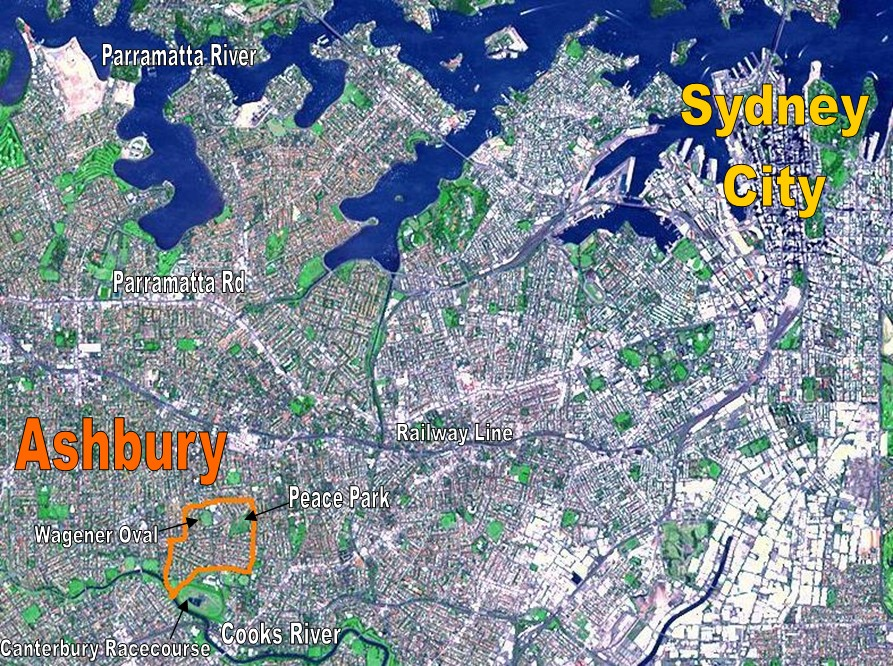
Ashbury, vue par satellite
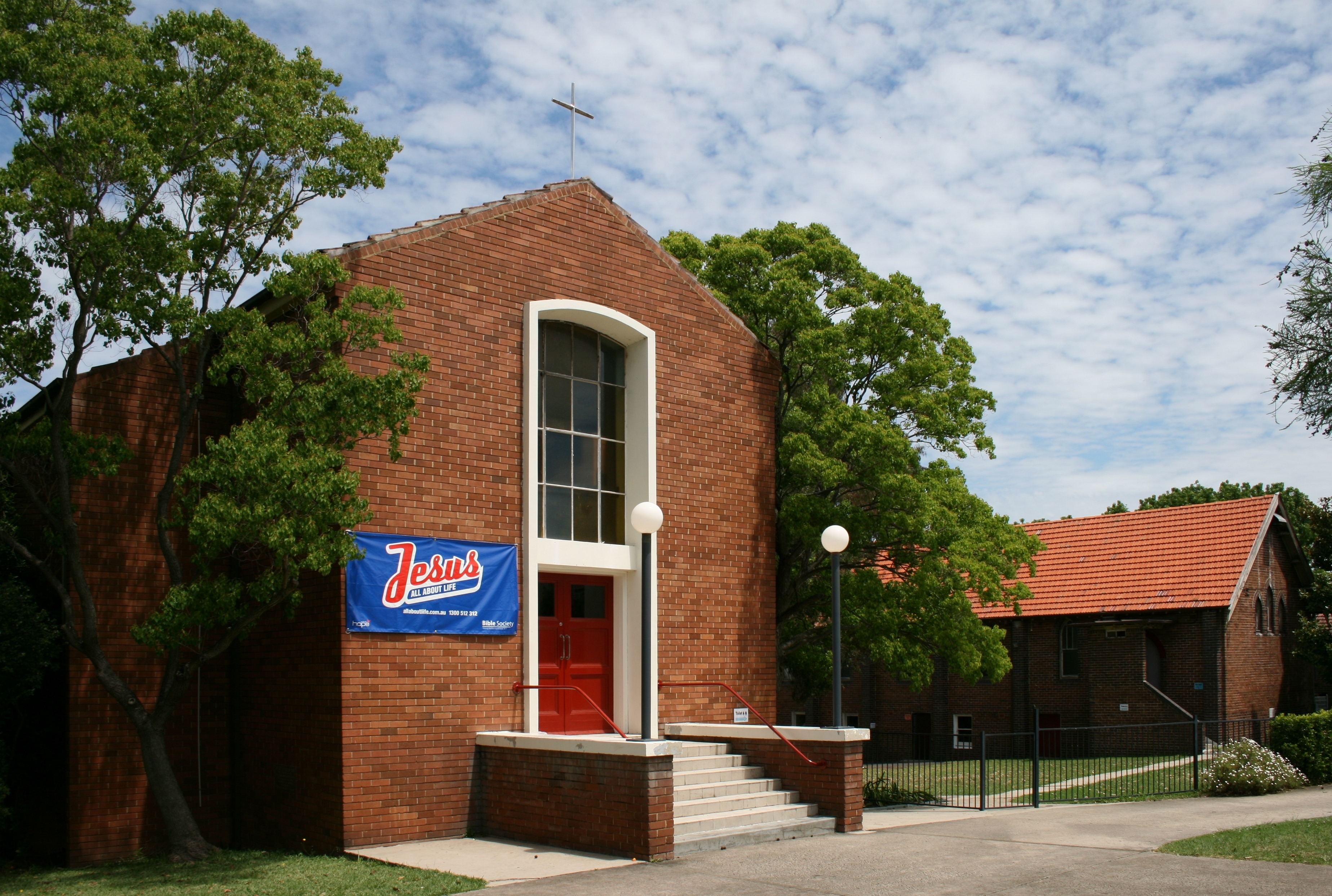
Église anglicane St Matthews